# Simlish
Simlish is een fictieve taal die veel gebruikt wordt in de computerspellen The Sims, De Sims 2, De Sims 3 en De Sims 4 (evenals alle gerelateerde uitbreidingspakketten en accessoirepakketten). Simlish is ook te horen in SimCity 4 en SimCity, zij het minder vaak. De kunsttaal was de eerste keer te horen in het Maxis-spel SimCopter.

## Ontstaan
Simlish is vrijwel volledig verzonnen en er zijn nauwelijks woorden met een echte betekenis. De bedenker van The Sims, Will Wright, dacht dat het te duur zou worden om een bestaande gesproken taal van de Sims telkens te laten vertalen door stemacteurs. Een nieuwe verzonnen taal die in alle talen gelijk is, zou veel goedkoper zijn.
Simlish werd samen met de stemacteurs Stephen Kearin en Gerri Lawlor ontwikkeld, en is gebaseerd op het Oekraïens, Latijn, Fins, Engels, Frans, Tagalog en Fijiaans.

## Vertalingen
Maxis heeft aan een aantal woorden een officiële betekenis gegeven:
- Sul sul (hallo)
- Chumcha (pizza)
- Nooboo (baby)
- Checkmar (schaakmat)
- Vous (jij)
- Laka (zoals)
- Zo hungwah (zo hongerig)
- Fretishe (alles)
- Miza (in de weg)
- Clops (kleren)
- Kik (kus)
- Mik up (make-up)
- Vadish (bedankt)
- Mik (één)
- Mak (twee)
- Maka (drie)
- Dag dag (tot ziens)

De meeste woorden hebben echter geen vertaling of betekenis en zijn willekeurig gekozen. Bij liedjes valt wel op dat de woorden soms klinken zoals hun Engelse "vertaling".

## Muziek in het Simlish
Tal van bekende sterren hebben hun medewerking verleend aan de liedjes en muziek in De Sims-spellen, zoals The Black Eyed Peas, Nelly Furtado, Katy Perry, Lily Allen, LeAnn Rimes, Krezip, Natasha Bedingfield, Esmée Denters, Pussycat Dolls, Pixie Lott, Kimbra, My Chemical Romance en Depeche Mode. Alle liedjes worden in het Simlish ingezongen.

### De Sims 2
- Barenaked Ladies met Wind It Up
- Datarock met Fa-Fa-Fa
- Depeche Mode met Suffer Well
- Gabriella Cilmi met Sweet About Me
- Katy Perry met Hot N Cold
- Krezip met Can't You Be Mine
- Lily Allen met Smile
- Natasha Bedingfield met Pocketful of Sunshine
- Plain White T's met Our Time Now
- Pussycat Dolls met Don't Cha
- The Flaming Lips met Free Radicals
- The Veronicas met When It Falls Apart
- Tally Hall met Good Day

### De Sims 3
- All Time Low met Time Bomb
- Bastille met Laura Palmer
- Charice met Pyramid
- Esmée Denters met Outta Here
- Fun. met We Are Young
- Jason Derülo met Don't Wanna Go Home
- Katy Perry met Last Friday Night
- Lady Antebellum met Need You Now
- Mike Posner met Cooler Than Me
- Nelly Furtado met Manos al Aire
- Neon Trees met Animal
- Of Monsters and Men met Little Talks
- Pixie Lott met Mama Do
- Rise Against met Savior
- Rita Ora met Shine Ya Light

## Geschreven Simlish
De tekens die gebruikt worden om Simlish te schrijven zijn ook volledig verzonnen. Er is tevens geen sprake van een alfabet, de tekens worden in een willekeurige volgorde geplaatst waardoor teksten onmogelijk vertaald kunnen worden.